# Mörtjärnen
Mörtjärnen är en sjö i Ånge kommun i Medelpad och ingår i Ljungans huvudavrinningsområde. Sjöns area är 0,004 kvadratkilometer och den befinner sig 260 meter över havet.